# Trachypus longifolius
Trachypus longifolius är en bladmossart som beskrevs av Noguchi 1947 [1948. Trachypus longifolius ingår i släktet Trachypus och familjen Trachypodaceae. Inga underarter finns listade i Catalogue of Life.